# Hammondsport
Hammondsport és una població dels Estats Units a l'estat de Nova York. Segons el cens del 2000 tenia 731 habitants.

## Demografia
Segons el cens del 2000, Hammondsport tenia 731 habitants, 332 habitatges, i 200 famílies. La densitat de població era de 806,4 habitants/km².
Dels 332 habitatges en un 27,1% hi vivien nens de menys de 18 anys, en un 44,3% hi vivien parelles casades, en un 13,3% dones solteres, i en un 39,5% no eren unitats familiars. En el 34,6% dels habitatges hi vivien persones soles el 14,8% de les quals corresponia a persones de 65 anys o més que vivien soles. El nombre mitjà de persones vivint en cada habitatge era de 2,2 i el nombre mitjà de persones que vivien en cada família era de 2,83.
Per edats la població es repartia de la següent manera: un 24,1% tenia menys de 18 anys, un 6% entre 18 i 24, un 24,4% entre 25 i 44, un 29,7% de 45 a 60 i un 15,9% 65 anys o més.
L'edat mediana era de 42 anys. Per cada 100 dones de 18 o més anys hi havia 83,2 homes.
La renda mediana per habitatge era de 38.182 $ i la renda mediana per família de 50.125 $. Els homes tenien una renda mediana de 32.143 $ mentre que les dones 28.906 $. La renda per capita de la població era de 18.308 $. Entorn del 4,6% de les famílies i el 5,8% de la població estaven per davall del llindar de pobresa.